# Heinrich Jagusch
Heinrich Jagusch (* 11. November 1908 in Breslau; † 10. September 1987 in Karlsruhe-Rüppurr) war ein deutscher Jurist.

## Ausbildung und Gewerkschaftstätigkeit
Nach dem Besuch der Volksschule in Breslau absolvierte Jagusch eine Banklehre und war daraufhin bis 1928 als kaufmännischer Angestellter tätig. Ab 1929 war er in Breslau bei freigewerkschaftlichen Organisationen als Verwaltungsangestellter beschäftigt, 1931 wechselte er zum Zentralverband der Angestellten in Berlin. Ebenda besuchte er auch Vorlesungen an der Deutschen Hochschule für Politik. 1933 wurde er Mitglied des NSKK und zum 1. Mai 1937 trat er der NSDAP bei (Mitgliedsnummer 5.371.705).
Im Mai 1933 wurde Jagusch nach der Zerschlagung der Gewerkschaften beschäftigungslos und musste sich ein neues Aufgabengebiet suchen. Daher legte er im November 1933 die Prüfung zwecks Zulassung zum Studium ohne Reifeprüfung ab und schrieb sich an der Friedrich-Wilhelm Universität als Student der Rechtswissenschaften ein. Seine erste Staatsprüfung absolvierte er 1937, seine zweite im April 1941. Bereits im März 1940 promovierte er magna cum laude mit einer Schrift über die Rechtsberatungsstellen der Deutschen Arbeitsfront.
Im Zweiten Weltkrieg wurde Jagusch nach seiner Einberufung in den Wehrdienst 1940 unter anderem in Frankreich eingesetzt. Im Dezember 1943 wurde er schwer verwundet: Er trug Gesichtsverletzungen davon und verlor sein linkes Auge.

## Richter
Zurück in Deutschland ließ er sich nach dem Krieg in Braunschweig nieder und wurde 1946 in den Justizdienst der britischen Besatzungsmacht aufgenommen. Beim Landgericht Braunschweig wurde er zunächst als beauftragter Richter eingestellt und im Juli 1946 zum Landgerichtsrat ernannt. Zwischenzeitlich war er als Hilfsrichter am Oberlandesgericht Braunschweig tätig und wurde im Juli 1948 zum Richter am Obersten Gerichtshof für die Britische Zone berufen.
Nach der Gründung des Bundesgerichtshofs 1950 wurde Jagusch schließlich zum Bundesrichter gewählt und trat im Januar 1951 sein Amt an. Er gehörte zunächst dem 4., danach dem 1. Strafsenat an. Außerdem war er Mitglied des Großen Senats für Strafsachen.
Im März 1954 wurde er dem neu eingerichteten 6. Strafsenat zugeteilt, der für Staatsschutzsachen zuständig war. Dem Senat, der ab 1956 die Bezeichnung 3. Strafsenat trug, gehörte Jagusch später als stellvertretender Vorsitzender und ab Oktober 1959 als Vorsitzender (Senatspräsident) an. In seine Amtszeit fielen unter anderem die medienträchtigen Verfahren gegen Otto John, Wolfgang Wohlgemuth, Alfred Frenzel und Bogdan Staschinski (Staschinski-Fall). Ende 1962 gab er den Vorsitz des 3. Senats ab und wurde Vorsitzender des 4. Senats, der sich unter anderem mit dem Straßenverkehrsrecht beschäftigt.
1964 veröffentlichte er unter einem Pseudonym („Judex“) zwei Artikel im Nachrichtenmagazin Der Spiegel: Der erste Beitrag setzte sich kritisch mit der Haftentlassung von Günter Hofé auseinander, im zweiten wurde das Gerichtsverfahren zur Spiegel-Affäre mit dem Weltbühne-Prozess verglichen. Vom BGH-Präsidenten Bruno Heusinger befragt, ob er der Autor des letztgenannten Artikels sei, leugnete er zunächst seine Urheberschaft, woraufhin ein Disziplinarverfahren gegen ihn eröffnet wurde; dieses wurde erst im August 1967 auf Antrag des Bundesjustizministers eingestellt, als Jagusch bereits seit zwei Jahren aus gesundheitlichen Gründen im Ruhestand war. 1975 verwechselte Franz Josef Strauß Jagusch mit seinem Namensvetter Walter Jagusch, indem er Jagusch zu Unrecht vorwarf, er sei ein ehemaliges SD-Mitglied gewesen und der Senatswechsel sei durch Erpressung der Zeitschrift Der Spiegel geschehen.

## Fachautor
Als Autor hat Jagusch zahlreiche Aufsätze unter anderem zum Strafrecht und zum Straßenverkehrsrecht veröffentlicht. Er war Koautor des Leipziger Kommentars zum Strafgesetzbuch (8. Auflage, 1957) und Mitverfasser des renommierten StPO-Kommentars Löwe-Rosenberg (21. Auflage, 1962–1967).
Bekannt ist er auch als Herausgeber des Standardkommentars zum Straßenverkehrsrecht aus dem Verlag C.H. Beck. Er übernahm das von Johannes Floegel begründete und von Fritz Hartung fortgeführte Werk im Jahr 1968 (17. Auflage) und betreute es bis zur 26. Auflage im Jahr 1981. Die Auflage des Werkes erhöhte sich in dieser Zeit von 4000 auf 7000 Exemplare. Ab 1983 wurde der Kommentar von Peter Hentschel fortgeführt.